# Тор: Син Асґарду
«Тор: Син Асґарду» (англ. «Thor: Son of Asgard») — серія американських коміксів видавництва Marvel Comics, що виходили в період з березня 2004 по січень 2005 років. Сценаристом виступив Акіра Йошіда, а художником Ґреґ Токіні. Комікси розповідають про ранні пригоди Тора в його рідному Асґарді разом з Леді Сіф та Бальдром Хоробрим. На початку «Thor: Son of Asgard» була обмеженою серією з шести випусків, але, завдяки популярності серії, її було розширено до продовжуваної, що тривала загалом дванадцять випусків.

## Сюжет
Серія «Thor: Son of Asgard» складається з трьох сюжетних ліній: «Трійка воїнів» (#1-6), «Зачаровані» (#7-9), та «Гідні» (#10-12).

### Трійка воїнів
У «Thor: Son of Asgard» #1-6 Тор і його друзі, Сіф і Бальдер, пробралися в кімнату з трофеями, Тор безуспішно намагається підняти Мйольнір. Він заявляє, що колись він буде достатньо гідним, щоб підняти його. На них нападають три гігантські павуки, зачаровані Локі. Працюючи разом, троє юних воїнів перемагають їх. Після цього подвигу Один вирішує відправити їх на пошуки чотирьох містичних елементів, з яких потім буде створено зачарований клинок. Цими чотирма елементами є: луска дракона Гакурея; перо снігового орла Ґнорі; коштовний камінь з шахти Дженніа; флакон з водою з озера Ліліти.
І Королева норнів Карнілла, і Локі дізнаються про пошуки та окремо намагаються перешкодити трійці завершити його, однак, коли Карнілла захоплює Локі та намагається переконати його допомогти їй у поваленні Одіна, він відмовляється і замість цього повідомляє про свій план Тору, Сіф і Бальдру. Сіф, Бальдер і Локі повертаються до Одіна, щоб підготуватися до нападу Карнілли, в той час, як Тор завершує завдання.
Після нападу Карнілла вбиває Тора стрілою, але він відроджується завдяки цілющій силі води з озера і сльозам любові Леді Сіф. Тоді Королева норнів погрожує життю Локі. Бальдер пропонує своє життя в обмін на життя Локі. Він пояснює свій вчинок цінністю життя і тим, що в кожній душі є добро. Карнілла тікає.
Через місяць після битви зачарований клинок готовий. Під час бенкету Одін підносить меч Свадену і дарує його Бальдру за його милосердя і співчуття.

### Зачаровані
У «Thor: Son of Asgard» #7-9 Сіф є єдиною дівчиною в класі воїнів-чоловіків до приходу Брунгільди. З цією жінкою-воїном та Аморою у Сіф тепер є дві суперниці у змаганні за прихильність Тора. Дві блондинки нагадують їй, що вона втратила своє золоте волосся, після того, як Локі з ревнощів обрізав його та замінив зачарованим чорним волоссям, виготовленим гномами. Скориставшись її вразливістю, Амора і Локі разом працюють над тим, щоб обманом змусити Сіф викрасти Дзеркало Міхи.
Дзеркало Міхи — це зачароване дзеркало, яке, якщо на нього накласти відповідне заклинання, змусить того, хто дивиться в нього, закохатися в того, хто його тримає. Легенда свідчить, що тільки жіночий дотик може дати життя дзеркалу.
Локі накладає закляття. Амора викрадає дзеркало у Сіф і використовує його на Тора. Брунгільда і Сіф вирішують разом боротися проти чаклунів. Під час бою Брунгільда розбиває дзеркало і закляття над Тором зникає. Сіф мусить перепросити й пояснити, навіщо вона обдурила його з Дзеркалом Міхи. Тор прощає її, вони обмінюються першим поцілунком.

### Гідні
У коміксі «Thor: Son of Asgard» #10-12 під назвою «Гідний» Тор, розчарований своєю нездатністю володіти молотом Мйольнір, вирішує вирушити до норнів, щоб дізнатися, як досягти успіху. Вони кажуть йому, що спочатку він повинен зустрітися зі смертю. Після повернення в Асґард він дізнається, що Штормові велетні напали на місто і викрали Леді Сіф. Одін наказує Тору залишитися та охороняти Асґард, а він з богами вирушить на її порятунок. Через почуття до дівчини Тор не слухається батька і вважає себе гідним підняти Мйольнір.
На своєму коні Трайбольді Тор вирушає до Йотунгейму. Він перемагає багатьох Штормових велетнів, щоб зустрітися з Руґґою, їхнім королем. Руґґа каже йому, що богиня смерті Гела запропонувала йому безсмертя, якщо він віддасть їй Сіф. Тор вирушає на зустріч з Гелою. Під час протистояння вона погрожує вбити Сіф. Однак, коли Тор пропонує себе замість неї, Гела вирішує не вбивати його, оскільки це не розбило б серце Одіна, як вона сподівалася, оскільки Тор помре почесною смертю.

## Виробництво
Спочатку передбачалося, що діалоги в коміксі буде написаний у «старосвітському» стилі, як і в інших коміксах Marvel за участю асґардійців, однак, зрештою, Marvel вирішила використати більш сучасну тональність. Акіра Йошіда пояснив: «Перший випуск був надрукований і я вже бачив пробні наклади, коли зателефонував мій чудовий редактор Маккензі Кейденгед і сказав, що загальне відчуття в Marvel, схоже, полягає в тому, щоб зробити діалог більш розмовним. Вона пояснила, що ми повинні зменшити кількість «THY», «HATH» і «NAY», щоб молодші шанувальники коміксів могли взяти книгу і насолоджуватися нею, не відштовхуючись від старовинної мови».

## Колекційні видання
| Назва                                          | Випуски                   | Дата випуску | ISBN                   | Примітки  |
| Дайджести                                      | Дайджести                 | Дайджести    | Дайджести              | Дайджести |
| ---------------------------------------------- | ------------------------- | ------------ | ---------------------- | --------- |
| Thor: Son of Asgard, Vol. 1: The Warriors Teen | Thor: Son of Asgard #1-6  | Жовтень 2004 | ISBN 978-0-7851-1335-5 | [ 21 ]    |
| Thor: Son of Asgard, Vol. 2: Worthy            | Thor: Son of Asgard #7-12 | Квітень 2005 | ISBN 978-0-7851-1572-4 | [ 22 ]    |
| Збірки                                         |                           |              |                        |           |
| Thor: Son of Asgard                            | Thor: Son of Asgard #1-12 | Серпень 2010 | ISBN 978-0-7851-4156-3 | [ 23 ]    |

## Прийняття
- «Thor: Son of Asgard» #9 увійшов до 300 найкращих за оцінками прямих продажів у жовтні 2004 року[24];
- «Thor: Son of Asgard» #12 увійшов до 300 найкращих за оцінками прямих продажів у січні 2005 року[25];
- «Thor: Son of Asgard, Vol. 1: The Warriors Teen» увійшов до списку 100 найкращих графічних романів за оцінками прямих продажів у жовтні 2004 року[24].

## Поза коміксами

### Анімаційний фільм
- У травні 2011 року на екрани вийшов анімаційний фільм «Тор: Казки Асґарду».